# そうや (機雷敷設艦)
そうや（ローマ字：JDS Sōya, MMC-951）は、海上自衛隊の機雷敷設艦。

## 概要
海上自衛隊初の機雷敷設艦で、機雷敷設任務の他に掃海隊群旗艦および母艦としての機能を持つ。
設計に際しては準同型艦の「はやせ型掃海母艦」と同じく経済性を考慮して商船規則に基づき商船構造となっているが、戦闘行動や触雷時の危険性を考慮して防御用兵装と護衛艦に近い対衝撃対策が施されている。
機雷敷設のため艦内の第2甲板は全通の機雷庫とされ、機雷の搭載数は3000ポンド級の機雷で266個とされている。機雷庫を大きくした分、船型は船首楼型となった。機雷敷設軌条は中甲板に6条、上甲板に2条装備されている。上甲板の軌条は後部舷側にそって下方に傾斜しており、投下位置は中部甲板の軌条と同じ高さである。
「そうや」の機雷敷設装置は、当時世界に例を見ない最新式の自動機雷敷設装置で、敷設間隔、敷設速力、軌条の選定、投下数の制御は機雷戦指揮室からの制御で自動的に行われ、投下敷設された機雷は、機雷戦指揮室及びCICの電気表示板に自動的に表示され、敷設状況が分かるようになっている。
艦橋構造物は、掃海隊群旗艦としての設備として司令室、司令公室、幕僚事務室、司令部庶務室が配置されている。また、CICは個艦用と司令部用が内部で仕切られて配置されている。
後部甲板にはヘリコプター甲板が備えられ「V-107 A 掃海ヘリコプター」の発着に対応している。ヘリコプター支援施設として空中給油装置、起動用電源、消火装置、発動機洗浄装置、航空燃料(JP-5)用タンクが設けられている。
そのほか、掃海艇支援用の補給施設を有しており、ヘリコプター甲板直前には移載用の中折れ式5トン・クレーンが設置されている。また、水中処分班用装備、再圧タンクも備えている。
砲熕兵装として前部甲板に68式50口径3インチ連装速射砲が、甲板室後端両舷にMk.10 20mm単装機銃が装備されている。また、対潜兵装としてSQS-11A捜索用ソナーと中部甲板両舷に68式3連装魚雷発射管が装備されている。

## 艦歴
「そうや」は、第3次防衛力整備計画に基づく昭和44年度計画敷設艦951号艦として、日立造船舞鶴造船所で1970年7月9日に起工され、1971年3月31日に進水、1971年9月30日に就役し、第2掃海隊群に旗艦として編入され横須賀に配備された。就役当初の艦種は「敷設艦」である。
1977年1月22日、艦種区分変更により、敷設艦(MMC)は艦種呼称が機雷敷設艦に改められた。
1988年、20mm単装機銃2基を撤去し、JM61-M 20mm機銃2基が装備された。
1996年11月29日、除籍。就役中の総航程は約29万5千海里に達した。
「そうや」の除籍により、海上自衛隊が保有する自衛艦の種別から「機雷敷設艦」が削除された。